# Sophie de Vries-de Boer
Sophie Adriana Juliette de Vries-de Boer (Rotterdam, 19 juni 1882 – Auschwitz, 11 februari 1944) was een Nederlands toneelactrice.
De Vries-de Boer werd geboren als dochter van Henri de Boer en actrice Esther de Boer-van Rijk. Ze werd net zoals haar moeder actrice en speelde de rol van Jo in het toneelstuk Op hoop van zegen, waar haar moeder de hoofdrol in had. Ze speelde ook in de daarop gebaseerde verfilming uit 1934. In de jaren 10 sloot ze zich aan bij het toneelgezelschap Het Toneel, waar ze in verscheidene toneelstukken speelde, waaronder Oedipus van Sofokles (1913), Mijlpalen (1913) en Jonkvrouwe de la Seiglière (1914).
Tijdens de oorlog werd De Vries-De Boer samen met haar echtgenoot naar Auschwitz getransporteerd en daar vermoord. Hun zoon Martijn de Vries (1913–1943) werd in Sobibor omgebracht, dochter Hesje de Vries (1905–1968) overleefde de oorlog.